# Kościół św. Józefa Robotnika w Rybokartach
Kościół św. Józefa Robotnika w Rybokartach – katolicki kościół filialny zlokalizowany we wsi Rybokarty w gminie Gryfice, w powiecie gryfickim (województwo zachodniopomorskie). Należy do parafii Wniebowzięcia Najświętszej Maryi Panny w Gryficach.

## Historia i architektura
Kościół, murowany z kamienia i cegły, wzniesiony został w XV wieku. W XVIII wieku został częściowo przebudowany. Sytuowany na planie prostokąta, jest budowlą salową, orientowaną. Kryty jest dachem dwuspadowym. Szczyt ściany wschodniej zdobiony jest ostrołukowymi blendami. Od strony południowo-wschodniej dostawiona jest przybudówka, mieszcząca zakrystię. Teren wokół kościoła ogrodzony jest murem kamiennym.
Przy zachodniej elewacji znajduje się dostawiona w 1690 roku wieża, w dolnej kondygnacji kamienna, w wyższej murowana w konstrukcji ryglowej. Nakrywa ją ośmioboczny, barokowy hełm. Wnętrze kościoła nakrywa drewniany, belkowany strop. Zachowała się przyścienna ambona z wejściem po schodkach, baldachimem i zapleckiem, empora chórowa z prospektem organowym oraz barokowy ołtarz. Ołtarz ozdobiony jest kolumienkami, akantową dekoracją i figurkami aniołków. W centralnej jego części, flankowanej figurami świętych, umieszczona jest scena Ukrzyżowania. W predelli znajduje się scena Ostatniej Wieczerzy, w zwieńczeniu natomiast złożenie do grobu. Dawniej w kościele znajdował się także gotycki tryptyk, po 1945 roku przeniesiony do kościoła Wniebowzięcia Najświętszej Maryi Panny w Gryficach.
Po II wojnie światowej kościół został rekonsekrowany jako świątynia katolicka w dniu 1 grudnia 1945 roku przez ks. Feliksa Kwilasa TChr.